# Смирнов, Сергей Павлович (архитектор)
Сергей Павлович Смирнов (19 октября [1 ноября] 1904, Костромская губерния — 1 октября 1979, Евпатория, Крымская область) — советский архитектор. Главный архитектор Чебоксар (1941—1944) и Евпатории. Член Союза архитекторов СССР (1953).

## Биография
Родился 19 октября 1904 года в деревне Есипово Костромской губернии. Выпускник архитектурного факультета Ленинградского института коммунального строительства (1930). После этого работал архитектором в Нижним Тагиле и Ленинграде.

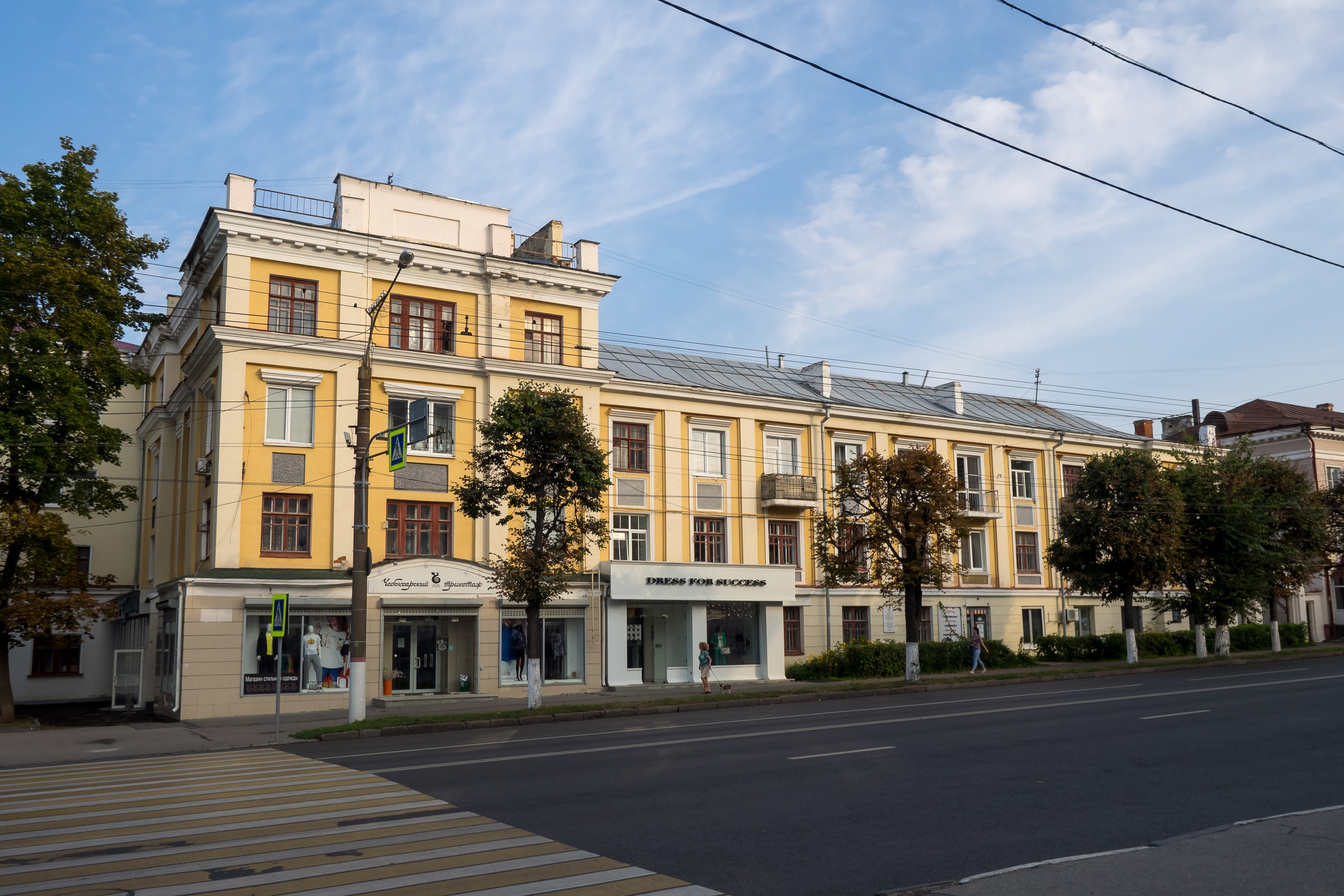
Дом на улице Карла Маркса в Чебоксарах

С 1936 по 1939 год трудился в Чебоксарах в проектной конторе «Чувашпроект». В течение следующих двух лет являлся сотрудником Чебоксарского городского отдела коммунального хозяйства. Во время Великой Отечественной войны занимал пост главного архитектора Чебоксар. С 1944 по 1954 год был заместителем начальника Управления по делам архитектуры при Совете народных комиссаров Чувашской АССР — начальником инспекции Государственного архитектурно-строительного контроля. В 1953 году стал членом Союза архитекторов СССР. Его авторству принадлежит проект жилого дома на 24 квартиры, расположенного на улице Карла Маркса, который Смирнов подготовил за 17 дней. Также он участвовал реконструкции звукового кинотеатра (кинотеатр «Родина»).
В 1954 году переехал в Евпаторию, где получил должность главного городского архитектора. Скончался 1 октября 1979 в Евпатории.
Супруга — Анастасия Константиновна.